# Calle del Marqués de Cubas
La Calle del Marqués de Cubas (rue Marqués de Cubas ou rue Marquis de Cubas), auparavant appelée rue du Turc, est une rue de l'arrondissement Centre de Madrid.

## Situation
La rue commence carrera de San Jerónimo (es), derrière l'ancien palais de Villahermosa (es), qui abrite le musée Thyssen-Bornemisza depuis son inauguration en 1992, et se termine dans la rue d'Alcalá, sur le côté du bâtiment actuel du siège madrilène de la Banque d'Espagne.

## Histoire
Entre la rue du Turc et le Paseo del Prado, avec une entrée sur la calle de Alcalá, se trouvait le corral de comedias de la compagnie italienne Los Trufaldines avant qu'ils ne déménagent au Teatro de los Caños del Peral (es), un bâtiment construit spécialement pour eux et qui abrite actuellement le Théâtre royal. C'était un lieu de divertissement important à l'époque, où les spectacles de théâtre étaient populaires.

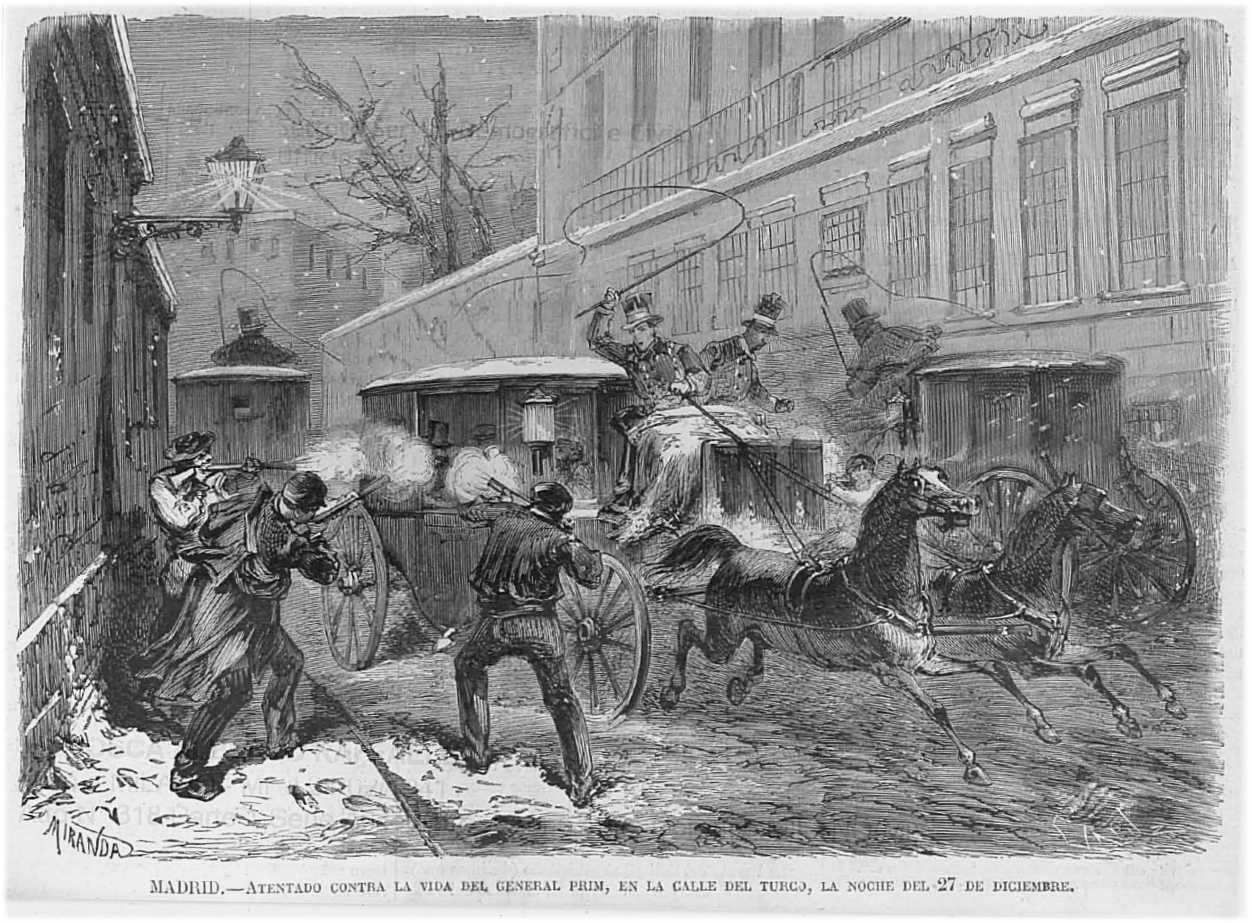
Attentat contre la vie du général Juan Prim dans la rue du Turc, la nuit du 27 décembre 1870.

Le 1er juin 1900, la rue est rebaptisée rue du Marqués de Cubas.
L'Académie royale de jurisprudence et de législation a son siège au numéro 13 de la rue.

### Attentat
À 19 h 30, le 27 décembre 1870, la veille de l'arrivée prévue en Espagne d'Amadeo Ier, le général Juan Prim, président du Conseil de Ministres et ministre de la Guerre (es), sort du palais des Cortès, et emprunte son trajet habituel par la rue du Turc vers le palais de Buenavista (es), siège du Ministère de la Guerre. Sa berline est abordée par trois individus qui tirent sur lui, le blessant ainsi qu'un de ses assistants. Bien que dans un premier temps on ne  craignait pas pour sa vie, Juan Prim meurt de ses blessures trois jours plus tard.

### Presse
Jusqu'à sa fermeture par les phalangistes en 1939, les journaux Heraldo de Madrid et El Liberal (es), tous deux appartenant à la Sociedad Editora Universal (es), avaient leurs installations aux numéros 5 et 7 de la rue. La rédaction du quotidien Madrid de Juan Pujol Martínez (es) s'est ensuite installée dans les locaux expropriés, jusqu'à son déplacement dans un nouveau bâtiment en 1947.